# Państwo archipelagowe
Państwo archipelagowe – w prawie międzynarodowym jest to kategoria państwa wprowadzona przez Konwencję o prawie morza z Montego Bay, 1982. 
Państwem archipelagowym może być na podstawie jednostronnej deklaracji jedynie państwo, które spełnia następujące przesłanki:
- położone jest w całości na wyspach co najmniej jednego archipelagu, a więc grupie wysp nie różniących się między sobą w sposób zasadniczy wielkością czy pochodzeniem geologicznym, tworzących całość geograficzną, polityczną, oraz gospodarczą (art. 46)
- stosunek powierzchni wód archipelagowych do terytorium lądowego nie jest większy niż 9:1 (art. 47.1)
- odległość między wyspami nie przekracza 100 mil morskich, a wyjątkowo zaś - 125 mil (art. 47.2)

Korzyści wynikające ze statusu państwa archipelagowego polegają na:
- możliwości rozciągnięcia suwerenności nad dużo szerszym akwenem, niż w ramach tradycyjnego reżimu morza terytorialnego - państwa archipelagowe grodzą spore fragmenty oceanu pomiędzy wyspami zamiast kreślić 12-milowe okręgi wokół każdej z wysp
- zakresie uprawnień przysługujących państwu na jego wodach archipelagowych - sytuują się one pomiędzy statusem wód wewnętrznych a statusem morza terytorialnego; państwo archipelagowe posiada pełną suwerenność nad zasobami naturalnymi tych wód, oraz sprawuje jurysdykcję nad przebywającymi tam statkami.

Pozostałym państwom przysługuje niezawieszalne prawo przejścia archipelagowym szlakiem morskim, które rozciąga się także na statki powietrzne, a okrętom podwodnym pozwala na poruszanie się w zanurzeniu. Poza morskimi szlakami archipelagowymi natomiast, statki korzystają z prawa nieszkodliwego przepływu (tak jak na morzu terytorialnym - a więc bez powyższych zastrzeżeń).
W 2009 r. 20 państw rościło status państwa archipelagowego określony w konwencji, z których 13 ustanowiło system prostych archipelagowych linii podstawowych: Antigua i Barbuda, Republika Zielonego Przylądka, Wyspy Świętego Tomasza i Książęca, Indonezja, Jamajka, Malediwy, Papua-Nowa Gwinea, Filipiny, Wyspy Salomona, Fidżi, Trynidad i Tobago oraz Vanuatu. Pozostałe 7 państw rości prawo do statusu państwa archipelagowego, ale jeszcze nie ustanowiło systemu prostych linii podstawowych: Bahamy, Komory, Kiribati, Wyspy Marshalla, Saint Vincent i Grenadyny, Seszele oraz Tuvalu. Część z tej ostatniej grup państw ze względów geograficznych nie ma zupełnie możliwości ustanowienia prostych linii podstawowych. Są to przede wszystkim Kiribati, Wyspy Marshalla i Tuvalu, których małe wyspy są oddalone często o setki mil, a zatem powierzchnia lądowa jest nieproporcjonalnie mała w zestawieniu do powierzchni morza, która ewentualnie mogłaby się znaleźć wewnątrz tych linii. 
Można wymienić jeszcze grupę 8 państw położonych na wielu wyspach, ale niespełniających kryteriów państwa archipelagowego określonych w konwencji o prawie morza: Japonia, Malta, Mauritius, Nowa Zelandia, Samoa, Singapur, Saint Lucia oraz Wielka Brytania. W każdym z wymienionych państw nie jest możliwe spełnienie kryterium proporcji wody do lądu, bowiem powierzchnia lądowa zamknięta prostymi liniami archipelagowymi jest większa niż powierzchnia wód wewnątrz tych linii. 
Istnieje również kilka terytoriów o różnym statusie, które wraz z uzyskaniem niepodległości mogłyby zyskać status państwa archipelagowego (np. duńskie autonomiczne Wyspy Owcze, francuski departament Gwadelupa i autonomiczna Nowa Kaledonia, hiszpańskie autonomiczne Wyspy Kanaryjskie, portugalskie autonomiczne Azory i Madera z pobliskimi wyspami oraz zależne od Wielkiej Brytanii wyspy Turks i Caicos). 